# 黒岳 (大分県)

黒岳（くろだけ）は、阿蘇くじゅう国立公園の指定区域であり、大分県由布市庄内町及び竹田市久住町にある九重連山の山。標高は1,587m。

## 概要
九重山系の北東部にあり、大船山の北東側に位置する。前岳、天狗岩、高塚山などの峰からなる鐘状の火山で、最高地点は高塚山にある。南側の竹田市などから見ると、仰向けになったおたふくの面のように見えることから、おたふく山とも呼ばれる。

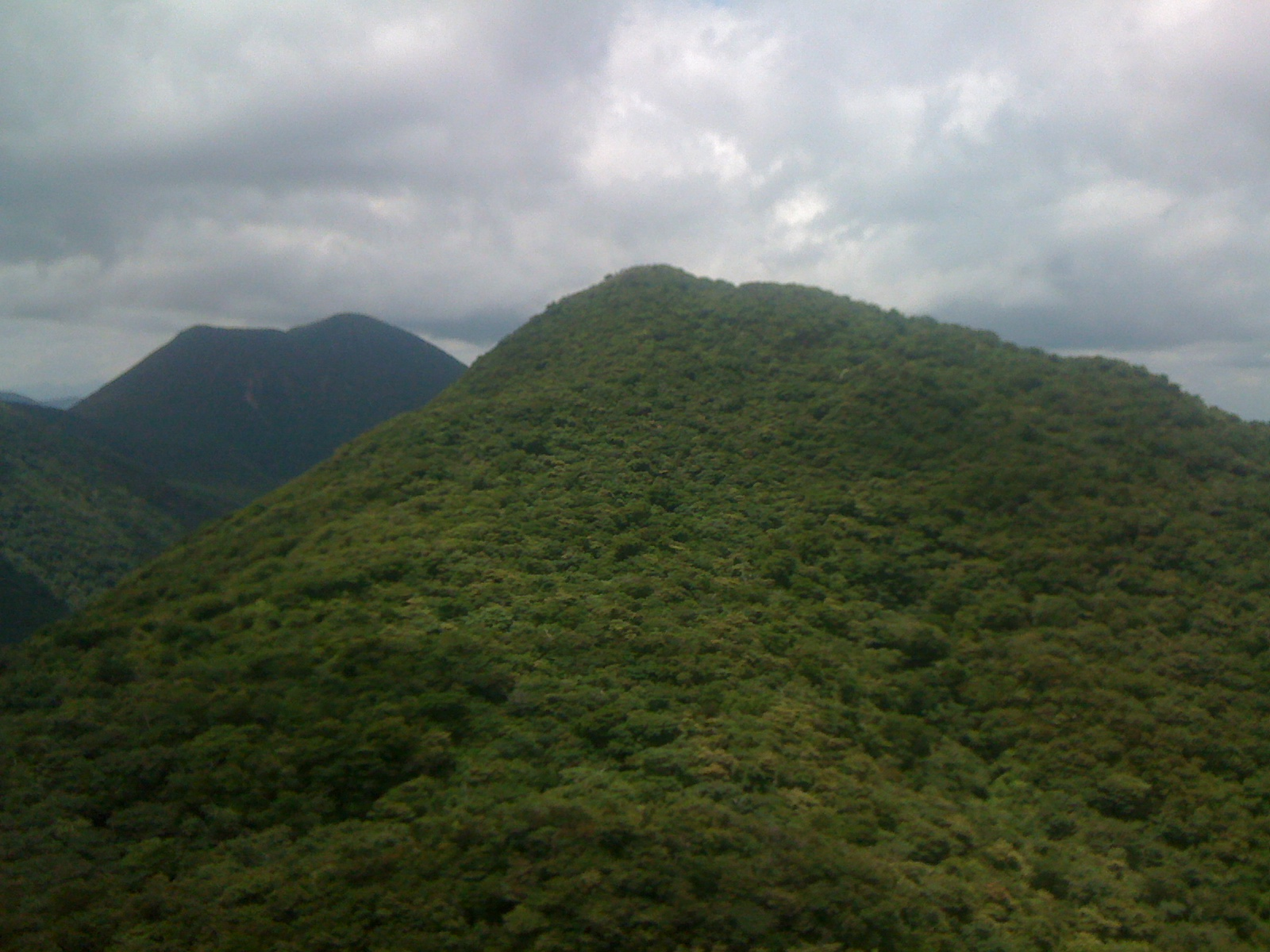
黒岳の山頂である高塚山を南西から望む。天狗岩から撮影。左奥は平治岳

草原が多い九重山系の山々にあって、広葉樹の原生林が広がる山であり、樹木が茂った山の様子が黒く見えることから黒岳の名がある。また遠くから見ると広葉樹林が四季折々に黒色または紫色に見えることから別名「黒山」ともいわれている。
ミヤマキリシマをはじめとする高山植物が多く見られるほか、国の天然記念物であるイヌワシの生息地の南限とされている。
山麓の男池湧水群は、名水百選にも選ばれており、その周辺には、ヒメボタルやミスジチョウ等の希少な昆虫類が生息している。また、国内で数少ない純粋な天然炭酸泉である、白水鉱泉が噴出している。
黒岳は、「21世紀に残したい日本の自然100選」及び大分百景ならびに大分百山に選定されている。

## 黒岳水源の森
黒岳山域に広がる森林で、黒岳水源の森として水源の森百選に指定されている。
| 山岳 | 面積(ha) | 標高(m)     | 人工林(%) | 天然林(%) | 主な樹種                         | 制限林           | 種類           | 流量(m3/日) |
| ---- | -------- | ----------- | --------- | --------- | -------------------------------- | ---------------- | -------------- | ----------- |
| 黒岳 | 290      | 870 ～1,334 | 0         | 100       | ブナ・カエデ・モミ・ツガ・ケヤキ | 水源かん養保安林 | 男池湧水群水源 | 20,000      |

全てが広葉樹林の自然林に包まれ大分川の源流の一つである。水源林に降り注ぐ降水の殆どが地下水となり下流域の水道水や灌漑に利用されている。古来から人の手が入らなかった山は九州随一の原生林として保全されている。　
- 所在地：大分県大分郡由布市大字阿蘇野字黒岳（データは指定年1995年（平成7年）7月）